# Artera bulbului vestibular
Arterele bulbulilor vestibulari reprezintă ramuri ale arterei pudendale interne care irigă bulbii vestibulari (clitoridieni) ai femeii și glandele vestibulare mari (Bartholin).
Arterele bulbului vestibular sunt omoloage cu artera bulbului penisului la bărbați.